# Paleis van Baron Empain
Het paleis van Baron Empain (Arabisch: قصر البارون إمبان) is een villa gelegen in Heliopolis, een voorstad van de Egyptische hoofdstad Caïro.
Het werd gebouwd tussen 1907 en 1911. De buitenkant is ontworpen door de Franse architect Alexandre Marcel, het interieur is van Georges-Louis Claude. De vele oosterse elementen doen denken aan het Cambodjaanse Angkor Wat. Meteen vallen de vele beelden op van olifanten, slangen, draken en afbeeldingen van Shiva en Krishna. De constructie maakt verregaand gebruik van gewapend beton, waarvoor het studiebureau Hennebique werd ingeschakeld.
Het gebouw is neergezet als woonhuis voor de Belgische ondernemer Édouard Empain, die er zelf korte tijd verbleef, en na hem ook nog enkele van zijn familieleden. In 1957 (5 jaar na de revolutie die Gamal Abdel Nasser aan de macht bracht) werd de villa door de erfgenamen van Empain verkocht. Sindsdien werd er decennialang door opeenvolgende eigenaars weinig aandacht aan besteed, waardoor het gebouw fel achteruit ging. Het werd de geliefkoosde trekplaats van vandalen en vleermuizen. De toeristen werden geweerd, een bezoek was onmogelijk tenzij men de wachters omkocht.
In 2005 kocht de Egyptische overheid het gebouw aan naar aanleiding van het eeuwfeest van Heliopolis en maakte er een beschermd monument van. De tuinen, waarin af en toe voorstellingen werden gegeven, werden onder handen genomen. De bedoeling was in de villa een museum in te richten.
In 2012 werd een overeenkomst gesloten met de Belgische staat om met vereende krachten het gebouw te restaureren en er een internationaal kunst- en cultuurcentrum van te maken.
Volgens de Egyptische minister van Oudheden Khaled al-Anany is er eind november 2016 een begin gemaakt met de voorbereiding van de eerste fase van de renovatie van het gebouw.

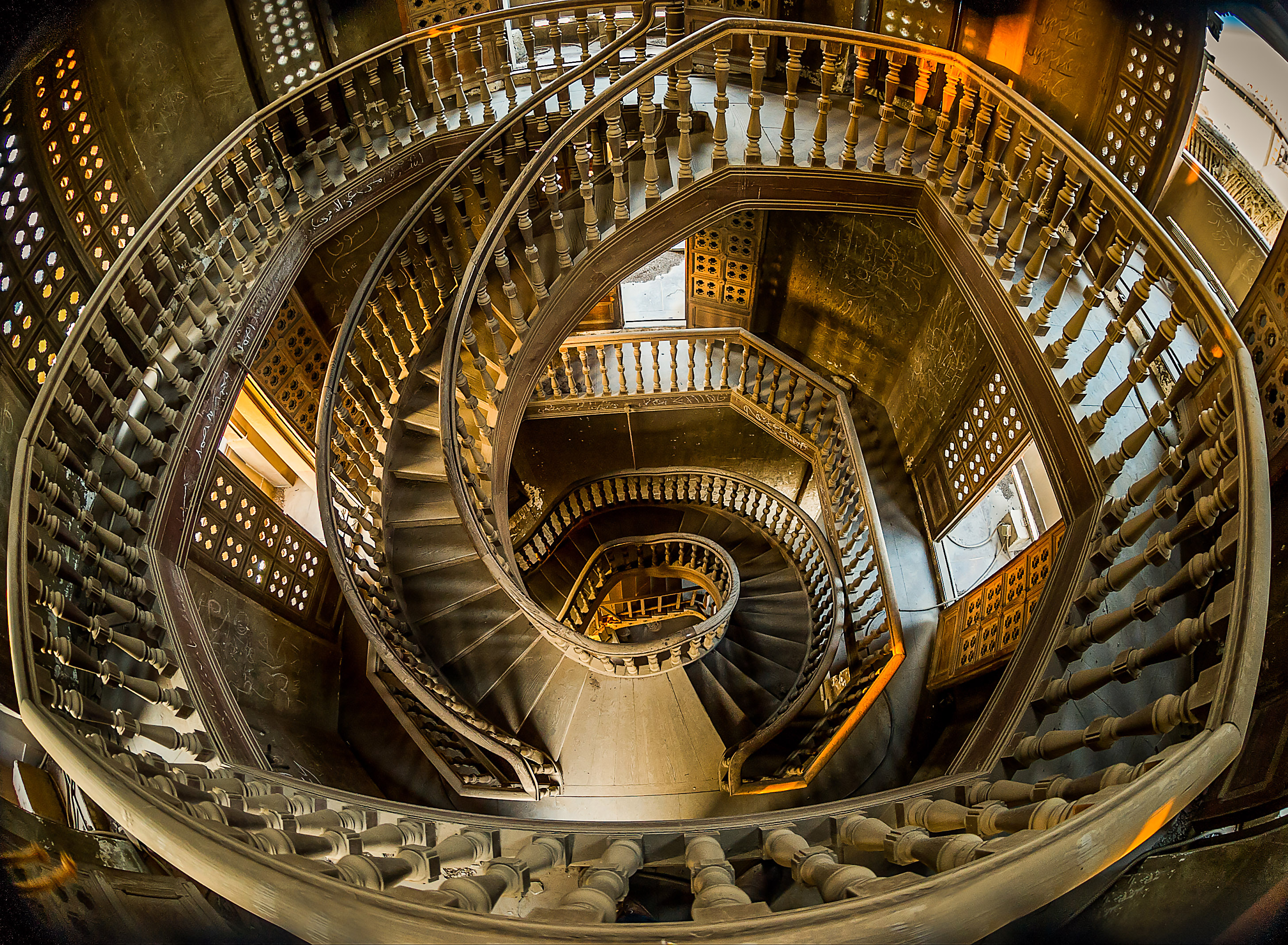
Het trappenhuis